# Carlos Girón Gutiérrez
Carlos Armando Girón Gutiérrez (Mexicali, 3 novembre 1954 – Città del Messico, 13 gennaio 2020) è stato un tuffatore messicano. Ha vinto la medaglia d'argento nel concorso dei tuffi dal trampolino 3 metri ai Giochi olimpici di Mosca 1980.

## Palamrès
- Giochi olimpici

Mosca 1980: argento nel trampolino 3m
- Coppa del Mondo di tuffi

Città del Messico 1981: oro nel trampolino 3m
- Giochi panamericani

Città del Messico 1975: oro nella piattaforma 10m e bronzo nel trampolino 3m
San Juan 1979: argento nella piattaforma 10m e bronzo nel trampolino 3m
- Vincitore della Coppa del Mondo del trampolino 3m nel 1981